# Клдисцкаро (Али)
Клдисцкаро (Али) (груз. კლდისწყარო) — село в Грузии. Находится в Хашурском муниципалитете края Шида-Картли. Высота над уровнем моря составляет 800 метров. Население — 12 человек (2014).